# Siren (відеогра)
Siren, відома як Forbidden Siren в регіоні PAL, є відеогрою жанру survival horror та stealth, розробленою командою Project Siren, яка входить до складу Japan Studio, опублікованою компанією Sony Computer Entertainment для PlayStation 2 у 2003 році. Сюжет гри обертається навколо взаємопов'язаного ансамблю персонажів, які володіють здатністю бачити і чути те, що бачить і чує близький персонаж. Гра отримала продовження, ремейк, а також вільну екранізацію і дві манга-адаптації.

## Геймплей
Сюжет гри «Сирена» розгортається у формі послідовних етапів, кожен з яких відбувається в одній із десяти областей села Хануда і систематизується у хронологічному порядку в спеціальній таблиці, відомій як «Навігатор посилань». Щоб завершити етап, гравець повинен виконати основну мету, яка зазвичай передбачає досягнення точки виходу, приборкання нежиті ворогів, які називаються шибіто, або знаходження предмета. Цілі на різних етапах пов'язані між собою за допомогою ефекту метелика, і дії персонажа на одному етапі можуть викликати вторинну мету на іншому етапі.
На кожному етапі розташовані різноманітні предмети, які надають гравцеві можливість отримати більше інформації про передісторію сюжету. Після їх знаходження ці предмети заносяться до архіву, і гравець може переглянути їх у будь-який момент під час гри. Персонажі гравців гри володіють даром ясновидіння, відомою як «викрадання», яка дає їм змогу бачити та чути те, що бачить і чує Шибіто чи людина поблизу, і таким чином точно визначати його положення, а також отримувати знання про їхню діяльність і положення доступні предмети. Якість визначення кожної цілі змінюється в залежності від відстані до гравця. Коли точка зору знайдена, її можна призначити одній із певних кнопок контролера, щоб легко перемикатися між кількома точками зору. Однак персонаж гравця не може рухатися під час використання здібності, тому він вразливий для нападу.
У грі акцентується увага на тому, щоб гравцю уникати зіткнень із Шибіто, а не на боротьбі з ними. Персонажі можуть безшумно рухатися, уникаючи використання ліхтаря, і присідати за предметами, щоб уникнути виявлення. Деякі місії вимагають від гравця використовувати предмети та оточення, щоб відвести Шибіто увагу від їх дій і досягти поставленої мети. Інші вимагають, щоб гравець супроводжував персонажа, який не є гравцем. Персонажі гравців також можуть в будь-який момент гри викрикувати, щоб привернути увагу близького Шибіто. На більшості етапів персонаж гравця може ховатися в певних місцях, наприклад у шафах і замикати двері, щоб запобігти проникненню Шибіто. Коли Шибіто почує звук, від якого виданий персонаж гравця, вони будуть відстежувати джерело цього звуку і рухатимуться в напрямку, звідки вони його чули. Якщо Шибіто побачить персонажа, останній буде переслідувати персонажа, щоб убити його зброєю ближнього чи дальнього бою чи задушенням. Шибіто також кричить, щоб попередити інших Шибіто поблизу. Після того, як персонаж деякий час залишався поза полем зору Шибіто, Шибіто здався та відновив свої звичні звички. Зброя доступна для гравця протягом усієї гри, починаючи від зброї ближнього бою і закінчуючи вогнепальною зброєю. Хоча Шибіто можна вибити в бою, їх не можна вбити, і вони оживлять через короткий проміжок часу. Якщо персонаж поранений, він зрештою відновиться через короткий проміжок часу. Персонажі також втрачатимуть витривалість під час бою та під час бігу, яка також природно відновлюватиметься через короткий проміжок часу.

## Сюжет
Історія Сирени розповідається через чергування точок зору десяти тих, хто вижив після надприродного лиха у (вигаданому) сільському японському містечку Хануда (羽生蛇村, у японській версії) у 2003 році (Хейсей, 15 рік). Ці події подаються не в хронологічному порядку і, головним чином, стосуються спроб персонажів втекти з міста і знайти відповіді на те, що сталося протягом трьох днів одразу після катастрофи.
Спочатку катастрофа була представлена просто як землетрус, але швидко виявляється, що вона є набагато більш дивною та масштабною. Більшість населення заразилося невідомою хворобою, яка, здається, серйозно впливає на когнітивні функції, спричиняючи кровотечу з очей і перетворюючи їх на жорстоких ворогів до всіх, хто не заражений. Здавалося, що заражені мають надзвичайну виживальну здатність, відновлюючи себе навіть після серйозних травм. Усі природні джерела води та опади в місті були замінені дивною рідиною (так званою «Червоною водою»), і місто, яке раніше було розташоване в гірській місцевості в глибині країни, перетворилося на острів, оточений з усіх боків океаном води. червона вода, а іншої землі не видно. Крім того, багато частин міста, схоже, були замінені минулими версіями самих себе з будівлями, зруйнованими зсувами 27 років тому, хоча й занедбаними, ніби їх покинули на десятиліття, раптово знову з'являючись або замінюючи свої більш сучасні аналоги.
У процесі гри стає відомо, що Хануда, яка стала сильно ізольованою спільнотою через історичні релігійні переслідування, відділяється унікальною синкретичною вірою, відомою як «Релігія мани». Ця релігія включає в себе елементи багатьох християнських і синтоїстських традицій. Старші діячі цієї віри, зокрема монахиня Хісако Яо, намагалися викликати і задобрити свого бога Датацуші (堕辰子) через ритуальне людське жертвоприношення дівчини на ім'я Міяко Кадзіро, яку вони вважали святою за її психічні здібності. Коли Кьоя Суда, інопланетянин, який прибув у місто для розслідування історій про привидів, випадково потрапляє на церемонію, Міяко, не бажаючи бути вбитою, використовує миттєве відволікання, яке вона отримує від нього, щоб втекти з місця події та завадити проведенню ритуалу. І саме ця невдача спричинює катастрофу, яка втягує всє місто в інший світ, де простір і час сильно спотворені.
Однойменна «Siren» з назви, яка регулярно лунає по всьому місту протягом подій гри, є закликом Датацуші, який змушує жителів Хануди заразити та занурити себе в океан червоної води, таким чином створивши армію підлеглих, які називаються shibito (яп. 屍人, lit. "corpse people"). Потім Шибіто збираються створити гніздо для розміщення фізичної форми Датацуші, коли його викликають, і також вони намагаються вбивати та перетворювати всіх людей, що залишилися в Хануді. Незважаючи на те, що Кьоя вдається убити Датацуші наприкінці трьох днів, історія розповідається через призму лише одного з десяти персонажів. Учениця початкової школи Харумі Йомода вдається вижити і втекти з Хануди, оскільки вона єдиний залишившийся чистокровний людина в місті, який не був заражений червоною водою.

## Розробка та випуск
Замість використання традиційних методів анімації обличчя з полігональним моделюванням, використовувалися знімки справжніх людських облич з восьми різних ракурсів, які потім були наложені на моделі персонажів. Цей ефект можна порівняти із проектуванням плівки на порожнє обличчя манекена.
Гра була перевипущена для PlayStation 3 у PlayStation Store. У червні 2016 року гра отримала цифровий випуск для PlayStation 4 у регіонах NA та PAL як емульовану та вдосконалену версію оригіналу PlayStation 2 із доданою підтримкою Trophy.

## Рецепція
| Агрегатор  | Оцінка |
| ---------- | ------ |
| Metacritic | 72/100 |

| Видання                            | Оцінка  |
| ---------------------------------- | ------- |
| Edge                               | 7/10    |
| Electronic Gaming Monthly          | 5.33/10 |
| Eurogamer                          | 7/10    |
| Famitsu                            | 32/40   |
| Game Informer                      | 6.25/10 |
| GamePro                            | [ 10 ]  |
| GameSpot                           | 6.7/10  |
| GameSpy                            | [ 12 ]  |
| GameZone                           | 7.8/10  |
| IGN                                | 7.7/10  |
| Official U.S. PlayStation Magazine | [ 15 ]  |

Гра отримала «середні» відгуки, згідно з веб-сайтом зібрання оглядів Metacritic. Рецензент GameSpot Бетані Массімілла дійшла висновку, що, хоча гра має чудовий сюжет і цікавих персонажів, вона також виснажлива. Рецензент IGN Джеремі Данхем високо оцінив оригінальність концепції, використання Sightjacking, графіку та сюжетну лінію, але розкритикував рівень складності та характер ігрового процесу методом проб і помилок. Брайан Страттон з GameSpy слідом за іншими рецензентами хвалив сюжетну лінію та атмосферу, але критикував природу ігрового процесу. У Японії Famitsu поставив грі вищу оцінку, з однією дев'яткою, однією сімкою та двома вісімками, що в сумі становить 32 бали з 40.

## Продовження та ремейк
Forbidden Sirenn 2 вийшлаув лютому 2006 року.які опиняються в пастці на острові Яміджіма, що розташований біля узбережжя материкової Японії. Одночасно з виходом гри вийшов фільм, який був створений на основі подій другої гри.
Siren: Blood Curse є третьою та останньою частиною серії, вона була випущена в липні 2008 року. Гра є «переосмисленням» оригінальної гри і розповідає історію зникнення американської знімальної групи в гірському регіоні Японії.
Серія «Siren» була відзначена в грі для PlayStation 5 Astro's Playroom.

## Манґа
Sony опублікувала серію манги під назвою Siren: Akai Umi no Yobigoe (Siren: The Call of the Red Sea), яка була заснована на першій грі. Манга була намальована Ватару Каміо і вона була публікована в журналі Home-sha Shinmimibukuro Atmos з липня 2014 року до грудня 2015 року. У квітні 2016 року було заплановано перевести мангу в онлайн-формат, проте через проблеми зі здоров'ям автора роботу над мангою було тимчасово припинено. Режисер ігрової франшизи Кейчіро Тояма та сценарист Наоко Сато контролювали всі аспекти манги. Зрештою його було припинено. У 2018 році була опублікована нова манга під назвою Siren: ReBIRTH на честь п'ятнадцятої річниці серіалу. Він написаний Сакі Йоші та контролюється командою розробників ігор.